# Philip Schaff
Philip Schaff (Coira, 1 de janeiro de 1819 – 20 de outubro de 1893), foi um teólogo protestante e historiador da igreja cristã.
Nascido na Suíça, Schaff completou seus estudos no ginásio de Stuttgart e nas universidades de Tübingen, Halle e Berlim, na Alemanha, tendo depois se mudado para os Estados Unidos, onde lecionou.
Um evento que moldou sua piedade ao longo de sua vida foi um avivamento que ele experimentou aos 15 anos de idade na Congregação dos Irmãos Evangélicos em Korntal.
Nas escolas alemãs, foi sucessivamente influenciado por Baur e Schmid, por Augusto Tholuck (1799.1877) e Julius Müller, por David Friedrich Strauss e, principalmente, por Neander. Em seguida, viajou através da Itália e Sicília como tutor do Barão Krischer. Em 1842, ele foi Privatdozent na Universidade de Berlim, e em 1843, foi chamado para se tornar professor de história eclesiástica e literatura bíblica no Seminário Teológico da Reforma Alemã, em Mercersburg, Pensilvânia, o único seminário daquela igreja nos Estados Unidos.